# Чипышево
Чипышево — село в Сосновском районе Челябинской области России. Входит в Полетаевское сельское поселение.

## Географическое положение
Село расположено в лесостепной части Челябинской области. Вдоль посёлка протекает река Биргильда.

## История
Село основано в конце XIX века. Основали его уральские казаки Иван Павлович, Василий Павлович и Пётр Павлович Чипышевы, давшие название селу. Большая часть жителей носит фамилию Чипышевы.

## Население
| 2002 | 2010 |
| ---- | ---- |
| 377  | ↗454 |

## Инфраструктура
Церковь Гавриила Белостокского.
До середины 1990-х годов в селе действовала ферма и машинно-тракторная мастерская, возделывались зерновые культуры.

## Транспорт
Ближайшая железнодорожная станция Полетаево I Южно-Уральской железной дороги расположена в 1 км севернее села.
Федеральная автомобильная дорога М5 «Урал» проходит в двух километрах южнее села.